# Banyuls-dels-Aspres
Banyuls-dels-Aspres (em catalão:  Banyuls dels Aspres) é uma comuna francesa na região administrativa da Occitânia, no departamento dos Pirenéus Orientais. Estende-se por uma área de 10.53 km², com 1.265 habitantes, segundo o censo de 2018, com uma densidade de 120 hab/km².